# (69260) Tonyjudt
(69260) Tonyjudt est un astéroïde de la ceinture principale aréocroiseur.

## Description
(69260) Tonyjudt est un astéroïde aréocroiseur. Il présente une orbite caractérisée par un demi-grand axe de 2,59 UA, une excentricité de 0,39 et une inclinaison de 2,2° par rapport à l'écliptique.

## Compléments